# Псари (гміна)
Гміна Псари (пол. Gmina Psary) — сільська гміна у південній Польщі. Належить до Бендзинського повіту Сілезького воєводства.
Станом на 31 грудня 2011 у гміні проживало 11639 осіб.

## Територія
Згідно з даними за 2007 рік площа гміни становила 45.98 км², у тому числі:
- орні землі: 73.00%
- ліси: 13.00%

Таким чином, площа гміни становить 12.49% площі повіту.

## Населення
Станом на 31 грудня 2011:
| Опис     | Загалом | Загалом | Чоловіки | Чоловіки | Жінки | Жінки |
| -------- | ------- | ------- | -------- | -------- | ----- | ----- |
| одиниця  | осіб    | %       | осіб     | %        | осіб  | %     |
| все      | 11639   | 100     | 5571     | 47.86    | 6068  | 52.14 |
| міське   | 0       | 100     | 0        |          | 0     |       |
| сільське | 11639   | 100     | 5571     | 47.86    | 6068  | 52.14 |

## Сусідні гміни
Гміна Псари межує з такими гмінами: Бендзін, Бобровники, Войковиці, Меженцице.